# 安藤成子
安藤 成子（あんどう せいこ、1987年5月8日 - ）は、日本の実業家。K-pointに所属していた元タレントである。日本芸術高等学園卒業。
バラエティ番組などでセレブキャラなどでも売りにして活動していたが、2015年3月31日を以って以前から運営していた会社経営に専念するため、芸能界を引退した。

## 人物
趣味はゴルフ。チャームポイントは、ほくろ（特に口元）。
伊達政宗の家老片倉小十郎に仕えた安藤藤佐衛門宗近(あんどう とうざえもんむねちか)を先祖にもつ。テレビ番組の鑑定企画で、彼が愛用していたとされる家宝の刀には50万円の評価額がつけられた。
祖父は上場会社の会長、叔父がその社長である。家賃70万円のマンションなどに暮らしていた。今までに買ってもらった一番高いものは、700万円の着物。

## 主な出演作品

### 映画
- 花ゲリラ（2009年） - 薫 役
- テケテケ2（2009年） - 葉山さやか 役

### Vシネマ
- 妖怪大世紀（2008年） - 「赤マント」出演
- くれないの盃（2008年、GPミュージアム） - 山路藍子 役
- ネ申アイドル総選挙バトル（2011年8月3日、アルバトロス）

### テレビドラマ
- 秘書のカガミ（2008年6月13日、テレビ東京） -  日向アリサ役
- 慰謝料弁護士〜あなたの涙、お金に変えましょう〜（2014年1月30日、読売テレビ） -  金井小枝子 役
- 碧の海〜LONG SUMMER〜（2014年7月18日 - 8月22日、東海テレビ） -  小泉リサ 役

### バラエティ番組
- 浜ちゃんと!（2007年9月20日、読売テレビ）
- 週刊プレイガール（2007年10月 - 2008年3月、テレビ朝日） - レギュラー
- 2008年!アイドルマニアが選ぶ!必ずブレイクするアイドル（2007年12月28日、日本テレビ）
- HAMASHO 大復活祭!!〜正月から風俗刑事大捜索スペシャル〜（2008年1月2日、日本テレビ） - HAMASHOクイズに出演
- AKiBAッテキ!!（2008年4月 - 2009年3月、エンタ!371） - 金曜MC担当
- カートゥンKAT-TUN（2008年7月2日、日本テレビ） - ゲスト
- ロンドンハーツ （2008年10月14日、テレビ朝日）
- カンニングのDAI安吉日!（2009年3月30日 - 、BSフジ） - レギュラー
- アイドル恋から（2009年4月 - 9月、エンタ!371） - レギュラー
- アイドル恋たま（2009年10月 - 2010年3月、エンタ!371） - レギュラー
- 熱血!!ゴルフ女子部（2009年4月1日、テレビ朝日）
- グラビアの美少女（MONDO21）
- ありえへん∞世界（2008年・2009年9月8日、テレビ東京）
- ネオバラエティ祭り『ぷっ』すま 秋の大豊作SP（2009年10月6日、テレビ朝日）
- ダウンタウンDX（2010年4月29日、日本テレビ） - ゲスト
- イチハチ 女性芸能人16人のプライベートを徹底調査!その全てを浜田が大暴露SP!（2010年9月8日、毎日放送）
- スクール革命!（2011年9月4日、日本テレビ） - 「豪邸訪問！セレブ美女ランキング」に出演
- 東北魂TV（2012年1月3日、BSフジ） - ゲスト

### ラジオ
- ゴチャ・まぜっ!金スペ（2008年4月 - 10月、MBSラジオ） - レギュラー

### インターネット
- うさぎたちのもちつき（2008年、ネットシネマ.TV）
- 夜遊びメールバトル月曜（2009年7月13日、あっ!とおどろく放送局） - ピンチヒッター

### 舞台
- ケンコー全裸系水泳部 ウミショー（2007年8月2日 - 8日、全労済ホール スペース・ゼロ）- 黄瀬早苗 役
- 「ブレイクスルー JAPAN 2010」舞台「秘蜜。」（2010年8月13日 - 15日、SPACE107）
- 劇団スカンクシアター「秘蜜。2 ～Wedding Party～」（2011年3月9日 - 14日、Geki地下Liberty）
- 劇団スカンクシアター「秘蜜。3」（2011年8月24日 - 29日、Geki地下Liberty）
- 全部ウソ。〜だって、ダマされる方がワルいんでしょ〜（2012年1月、Geki地下Liberty）
- 劇団スカンクシアターvol.4「PUPPY」（2012年9月13日 - 17日、劇場MOMO）
- ラフカンパニー（2012年10月30日 - 11月4日、神保町花月）

## リリース作品

### DVD
- 「Happy　Days」（OMATA）（2004年11月）
- 「seijun」（エアーコントロール）（2005年6月）
- 「透明少女」（竹書房）（2005年11月）
- 「Re-Birth」（GPミュージアム）（2005年11月）
- 「ハタチの制服」（アクアハウス）（2007年8月）
- 「扉～tobira～」（リバプール）(2009年2月27日）
- 「誘惑Girl」　（リバプール）（2009年5月29日）
- 「セルフディフェンス＆ビューティー 美の護身術」（2009年6月24日）

### カレンダー
安藤成子 2010年カレンダー（トライエックス（ハゴロモ））（2009年）